# 와이키키

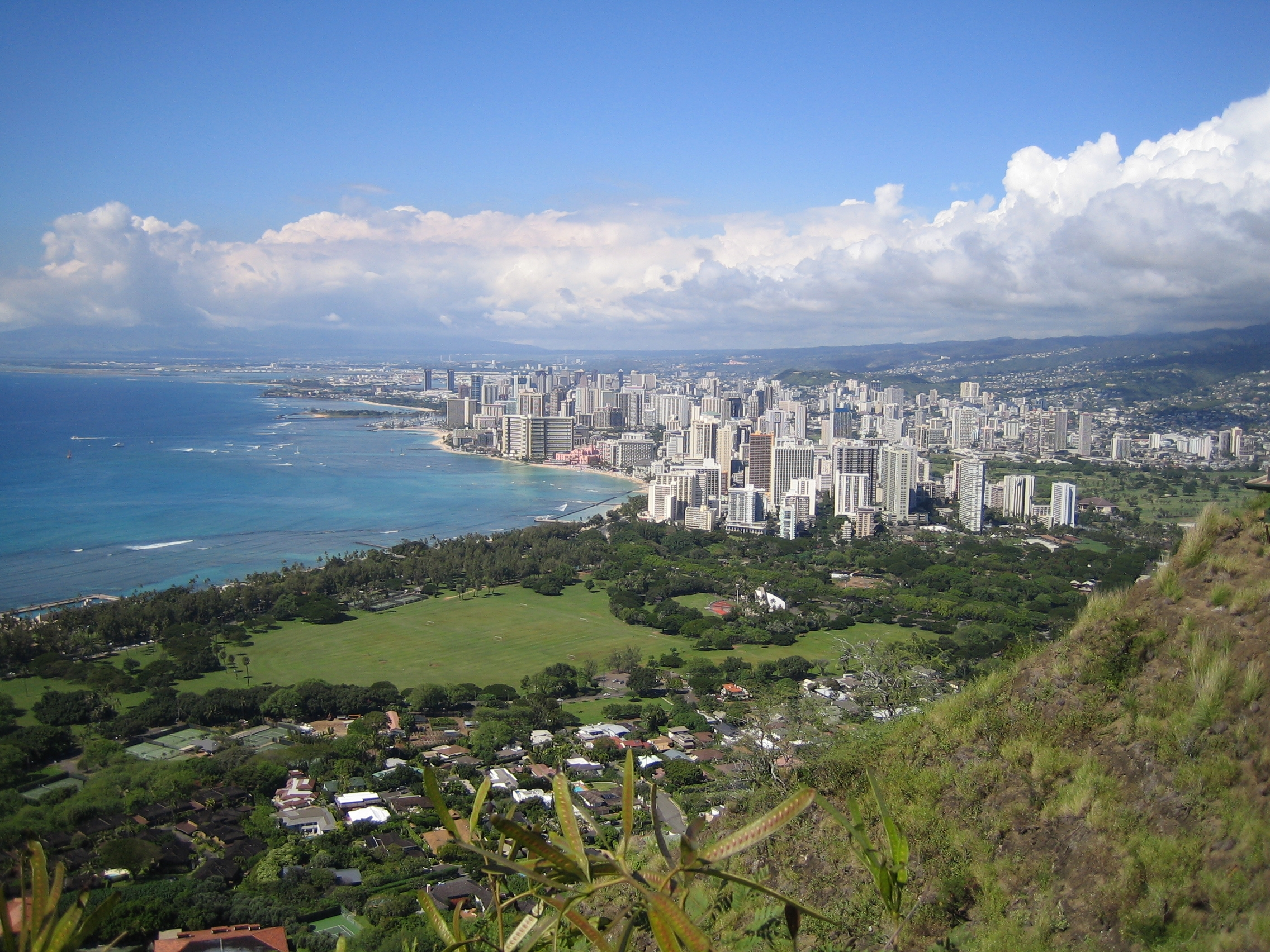
다이아몬드 헤드의 정상에서 바라본 와이키키.

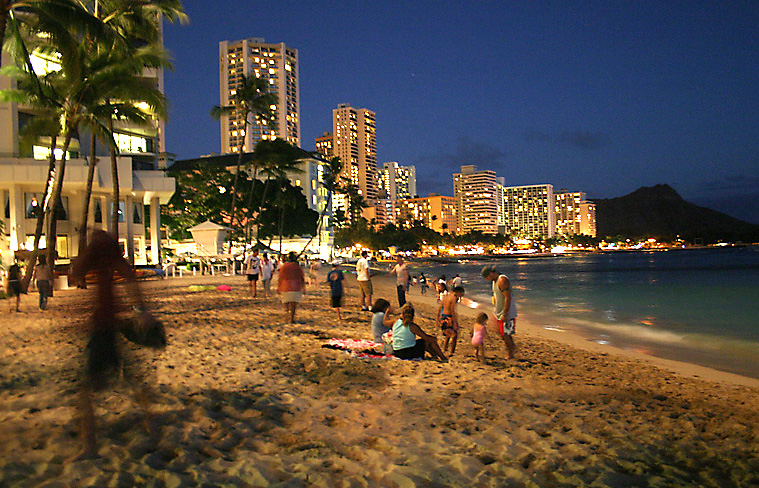
와이키키 해변, 밤의 모습

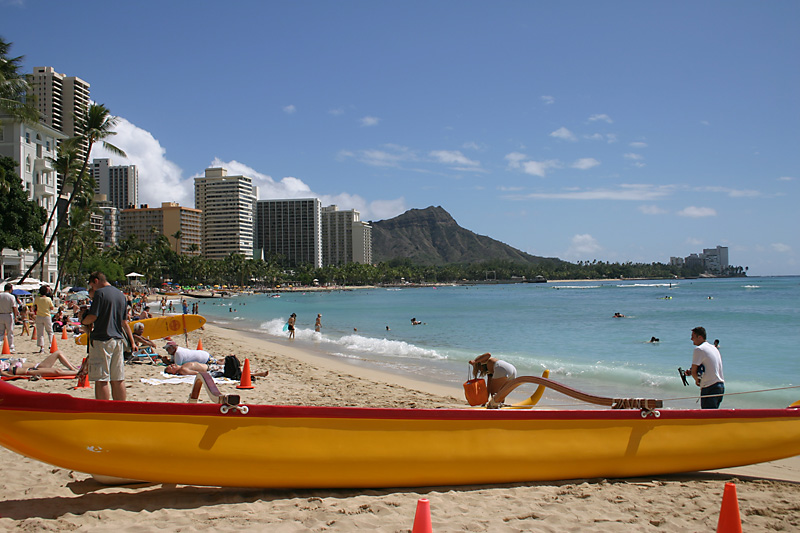
와이키키 해변에서 다이아몬드 헤드를 볼 수 있다.

와이키키(하와이어: Waikīkī [faichiːchiː])는 호놀룰루 내에 있는 지구이다. 하와이주 오아후섬의 남부 해안에 위치한다. 와이  키키는 하와이 어로 "용솟음치는 물"을 의미한다. 이름에서 알 수 있듯 와이키키는 섬의 내륙과는 달리 물이 풍부하다. 19세기에 하와이 왕족이 즐겨 찾은 와  이 키키는 옛날부터 휴양지로 유명했다.
오늘날 이곳은 하와이 관광업의 중심지가 되었다. 고층 호텔도 흔하다. 2001년부터 해변에서 무료로 영화를 상영하고 있다. 무료 상영 이벤트를 와이키키에서는 "해변의 저녁놀"이라고 부른다.

## 자매 도시
- 오스트레일리아 프레시워터
- 미국 오클라호마주 빅스바이